# Channa lipor
Channa lipor — вид лабіринтових риб родини змієголових (Channidae). Описаний у 2019 році.

## Назва
«Lipor» — так мовою кхасі називають змієголовів.

## Поширення та екологія
Ендемік Індії. Відомий лише у типовому місцезнаходженні на околицях села Піранг в окрузі Східні Гори Кхасі у штаті Мегхалая на сході країни.

## Опис
Риба має бронзово-коричневу спину і плавці, 9–12 чорних плям на спині, що тянуться паралельно до основи спинного плавця, шість косих коричневих смуг на верхній половинів боків, сім сірих або коричневих зигзагоподібних смуг.